# 주보 (공문)
주보(朱普, ? ~ ?)는 전한 말기의 유학자로, 자는 공문(公文)이며 구강군 사람이다.

## 행적
평당의 밑에서 《상서》를 익혔고, 박사(博士)를 지냈다.

## 출전
- 반고, 《한서》 권88 유림전